# Личностный рост
Ли́чностный рост, саморазви́тие — понятие в  психологии.
Изначально оно было сформулировано в рамках гуманистической концепции К. Роджерса и А. Маслоу, однако в настоящее время широко используется и другими психологическими направлениями. Представление о личностном росте основывается на позитивном видении изначальной природы человека и возможности развития внутреннего потенциала. Однако, далеко не все современные психологические концепции исходят из наличия у человека конструктивной и саморазвивающейся сущности, и, по представлению о сущностной природе и потенциале человека, эти концепции достаточно чётко разделяются на четыре группы:
| Природа человека      | Смысл воспитания         | Основные представители                                                      |
| --------------------- | ------------------------ | --------------------------------------------------------------------------- |
| Безусловно позитивная | Помощь в актуализации    | Концепции К. Роджерса, А. Маслоу                                            |
| Условно позитивная    | Помощь в выборе          | Экзистенциальный подход В. Франкла, Дж. Бюджентала                          |
| Нейтральная           | Формирование, коррекция  | Бихевиоризм, большинство подходов в советской психологии                    |
| Повреждённая          | Исправление, компенсация | Классический фрейдизм, представители ортодоксальной православной психологии |

К группе «доверяющих» (оптимистов) с самой радикальной точкой зрения, утверждающей безусловно-позитивную, добрую и конструктивную сущность человека, заложенную в виде потенциала, который раскрывается при соответствующих условиях, относятся представители школы К. Роджерса и А. Маслоу. В данном подходе личностный рост естественен, хотя может быть заторможен в случае негативного окружения и поддержан окружением позитивным.
Экзистенциальный подход В. Франкла и Дж. Бюджентала придерживается более осторожного взгляда на человека, который исходит из того, что изначально человек не обладает сущностью, но обретает её в результате самосозидания. Причём позитивная актуализация не гарантирована, а является результатом собственного свободного и ответственного выбора человека.
Достаточно распространена позиция (бихевиоризм и большинство подходов в советской психологии), согласно которой у человека природной сущности нет, он изначально представляет собой нейтральный объект формирующих внешних влияний, от которых и зависит обретаемая человеком «сущность». В данном подходе о личностном росте в точном смысле говорить затруднительно, можно говорить скорее о возможности личностного развития.
Согласно взглядам христианской антропологии природа человеческого естества после грехопадения Адама находится в извращённом состоянии, а его «самость» есть не личностный потенциал, но преграда между человеком и Богом, а также и между людьми. Христианский идеал человека простого, смиренного и целомудренного бесконечно далёк от гуманистического идеала успешно адаптирующейся в этом мире самореализующейся, самодостаточной личности, наслаждающейся актуальным моментом, верящей в «могущество человеческих возможностей». Православное учение утверждает, что человеческая душа не только стремится к высшему, но и подвержена наклонности ко греху, который находится не на периферии духовной жизни, а поражает самую её глубину, извращая все движения духа.
В НЛП понятие «личностный рост» не используется, поскольку этот подход только моделирует успешные технологии и принципиально отказывается решать вопросы «что в природе человека есть на самом деле».

## Понятие личностного роста в тренинговой практике
В современной практике тренингов понятие «личностный рост» связано в первую очередь с тренингами личностного роста и имеет свои особенности.
Г. А. Спижевой говорит о том, что личностный рост есть совокупность таких составляющих, как «Я-Я — отношения» (отношения с самим собой, внутренняя гармония), «Отношения Я — Другие» (отношения с окружающим миром) и самореализация. Развитие этих составляющих, по мнению Спижевого, и есть личностный рост.
Определение формулируется в прикладном ключе, согласно которому личностный рост — это качественные изменения личностного потенциала, успешно решающие жизненные задачи и открывающие богатую жизненную перспективу. В. Леви, в частности, писал об этом так:

Что такое личностный рост?
Если у человека становится больше:
- интересов, а с тем и стимулов жить — смыслового наполнения жизни,
- возможности анализировать — отличать одно от другого,
- возможности синтезировать — видеть связи событий и явлений,
- понимания людей (себя в том числе), а с тем и возможности прощать,
- внутренней свободы и независимости,
- ответственности, взятой на себя добровольно,
- любви к миру и людям (к себе в том числе),

то это и значит, что человек растёт личностно.
Синонимы: душевно, духовно.
(В. Леви из книги «Куда жить. Человек в цепях свободы.»)

## Критика
Понятие «личностный рост» часто используется в рекламных целях для завлечения в группы и организации с сомнительным с точки зрения научной психологии статусом, иногда причисляемые к психокультам («Синтон», «Симорон», «Лайфспринг»), в группы Нью-эйдж (ДЭИР, Трансерфинг реальности) и в новые религиозные движения (саентология).